# Tiphaine Daviot
Tiphanie Daviot es una actriz francesa de cine y televisión, reconocida principalmente por su participación en las series Lazy Company, Zone Blanche y Marianne. Inició su carrera en 2011 interpretando el papel de Eloïse Barrault en la serie Plus belle la vie.

## Filmografía

### Cine
- 2013 : Le vendeur de jouets de Yuri Vasilyev
- 2013 : Eyjafjallajoküll de Alexandre Coffre
- 2014 : Hippocrate de Thomas Lilti
- 2014 : Goal of the Dead de Benjamin Rocher
- 2015 : La Vie très privée de Monsieur Sim de Michel Leclerc
- 2015 : Qui c'est les plus forts ? de Charlotte de Turckheim
- 2017 : L'Ascension de Ludovic Bernard
- 2017 : Les Bigorneaux de Alice Vial
- 2018 : Girls with Balls de Olivier Afonso
- 2018 : Comme des rois de Xabi Molia
- 2018 : Notre Dame de la ZAD de Xavier Delagnes
- 2018 : Demi-sœurs de Saphia Azzeddine

### Televisión
- 2011 : Plus belle la vie
- 2012 : Joséphine, ange gardien
- 2013 : Commissaire Magellan
- 2013 : RIS police scientifique
- 2014 : Up & Down
- 2015 : Lazy Company
- 2016: Dead Landes
- 2017 : Zone Blanche
- 2018 : Coup de foudre à Bora Bora
- 2018 : HP
- 2019 : Une belle histoire
- 2019 : En famille
- 2019 : Marianne